# Anacharsis Cloots
Jean-Baptiste du Val-de-Grâce, baron de Cloots (ur. 24 czerwca 1755 w zamku Gnadenthal w Donsbrüggen, zm. 24 marca 1794 w Paryżu),  znany pod pseudonimem Anacharsis Cloots – pruski szlachcic, znacząca postać rewolucji francuskiej. Autor dzieł anyklerykalnych i antyreligijnych, tytułujący się m.in.: „oratorem ludzkości”, „obywatelem ludzkości” oraz „osobistym wrogiem Boga”.

## Życiorys

### Młodość
Urodzony w zamku Gnadenthal, położonym w pobliżu Kleve, de Cloots był członkiem pruskiego rodu pochodzenia holenderskiego. W wieku jedenastu lat młodego Clootsa, dziedzica wielkiej fortuny, rodzina posłała do szkoły w Paryżu. Zainteresowały go teorie jego wujka, opata Corneliusa de Pauwa – filozofa, geografa oraz dyplomaty na dworze pruskiego króla Fryderyka II. Następnie ojciec umieścił młodego Clootsa w akademii wojskowej w Berlinie. Jednak w wieku dwudziestu jeden lat porzucił on studia i udał się w podróż po Europie, rozpowszechniając swoją rewolucyjną filozofię oraz trwoniąc pieniądze na przyjemności.
W roku 1789 po wybuchu rewolucji we Francji, Cloots wrócił do Paryża. Uważał, że zaistniała sytuacja może sprzyjać realizacji jego marzeń o powszechnej rodzinie narodów. W dniu 19 czerwca 1790 pojawił się na posiedzeniu Konstytuanty na czele trzydziestosześcioosobowej grupy cudzoziemców i w imieniu tej „ambasady rodzaju ludzkiego” ogłosił, że świat popiera Deklarację Praw Człowieka i Obywatela. Wkrótce potem zasłynął jako „orator rodzaju ludzkiego”. Posługiwał się tym samozwańczym tytułem, odrzucając jednocześnie tytuł barona. Natomiast swoje chrzestne imiona zastąpił pseudonimem Anacharsis, który zapożyczył ze znanej powieści filozoficznej opata Jean-Jacques’a Barthélemy’ego.
W roku 1792 przekazał 12 tysięcy liwrów na rzecz Republiki Francuskiej, na cel uzbrojenia czterdziestu-pięćdziesięciu „bojowników za sprawę człowieka przeciwko tyranii”. Po rewolucji z 10 sierpnia 1792 Cloots stał się jeszcze bardziej zagorzałym zwolennikiem nowych idei. Określił siebie „osobistym wrogiem Jezusa Chrystusa” i wyrzekł się wszystkich istniejących religii.

### Konwent
W tym samym miesiącu Clootsowi nadano obywatelstwo francuskie. We wrześniu został wybrany do Konwentu Narodowego. Będąc członkiem tego organu głosował za karą śmierci dla króla Ludwika XVI uzasadniając swą decyzję działaniem w imię ludzkości. Był również aktywnym zwolennikiem wojny propagandowej.

### Egzekucja
Pod wpływem nacisków Maksymiliana Robespierre’a Cloots został wykluczony z klubu jakobinów. Wielu rewolucjonistów wciąż postrzegało go jako cudzoziemca. Gdy Komitet Ocalenia Publicznego, pod przywództwem Robespierre’a, skierował oskarżenia przeciw hebertystom, Cloots został wplątany w sprawę zagranicznego spisku, o udział w którym oskarżono hebertystów. Pomimo braku dowodów winy, Cloots został skazany na karę śmierci, którą wykonano w 24 marca 1794 roku. W dniu egzekucji trafił na gilotynę wraz z  Vincentem, Ronsinem, Momoro oraz resztą przywódców stronnictwa hebertystów. Działo się to na oczach najliczniejszego tłumu, jaki kiedykolwiek zgromadził się na publicznej egzekucji.

## Dorobek umysłowy
Cloots był oryginalnym myślicielem politycznym, który wypracował swoją własną interpretację znaczenia rewolucji francuskiej. Był pomysłodawcą państwa światowego. Starał się promować szerokie i międzynarodowe rozumienie potencjału rewolucji. Wyobrażał sobie instytucje państwa światowego na wzór instytucji rewolucyjnej Republiki Francuskiej. Cloots spisał swoje poglądy w kilku pracach, z których kluczowa pozycja to Bases constitutionnelles de la République du genre humain (Podstawy konstytucyjne Republiki rodzaju ludzkiego).

## Publikacje
- La Certitude des preuves du mahométisme (Londyn, 1780), (Pewność dowodów mahometanizmu), opublikowana pod pseudonimem Ali-GurBer, w odpowiedzi na pracę Nicolas-Sylvestre’a Bergier'a Certitude des preuves du christianisme (Pewność dowodów chrześcijaństwa)
- L'Orateur du genre humain, ou Dépêches du Prussien Cloots au Prussien Herzberg (Paryż, 1791) (Orator rodzaju ludzkiego czyli depesze Prusaka Clootsa do Prusaka Herzberga)
- La République universelle ou adresse aux tyrannicides (1792). (Republika powszechna czyli apel o tyranobójstwo) (1792)
- Adresse d'un Prussien à un Anglais (Paryż, 1790). (Apel Prusaka do Anglików)
- Bases constitutionnelles de la République du genre humain (Paryż, 1793), Podstawy konstytucyjne Republiki rodzaju ludzkiego
- Voltaire triomphant ou les prêtres déçus (178?), Autorstwo przypisywane Clootsowi (Wolter triumfujący czyli rozczarowanie księży)
- Discours prononcé à la barre de l'Assemblée nationale par M. de Cloots, du Val-de-Grâce,... à la séance du 19 juin 1790 (1790) (Przemówienie M. de Clootsa, du Val-de-Grâce na posiedzeniu Zgromadzenia Narodowego,.. w trakcie sesji z dnia 19 czerwca 1790)